# Neuromancer (jeu vidéo)
Neuromancer est un jeu vidéo d'aventure développé et publié par Interplay Productions en 1988 et distribué par Mediagenic. Conçu par Bruce Balfour, Brian Fargo, Troy Miles et Michael Stackpole, il est adapté du roman Neuromancer de William Gibson de 1984. Il combine des élements de jeu d'aventure et de jeu vidéo de rôle.

## Accueil
Neuromancer est plutôt bien accueilli par les critiques. Le magazine Computer Gaming World salue notamment son scénario, son système de combat  et le fait que les affrontements octroient des récompenses sous forme d’informations. Les seuls reproches fais par le journaliste Douglas Seacat concerne les réponses prédéterminées des conversations et les trop fréquents changements de disquettes que nécessite le jeu. De son côté, Keith Farrell du magazine Compute! salue en particulier ses graphismes, son interface et sa bande originale mais critique l’humour, pas toujours adapté  au scénario, du jeu. En 1989, le jeu est élu « jeu d’aventure de l’année » par le magazine Computer Gaming World et le magazine Compute! l’inclut dans sa liste des neuf meilleurs jeux de l’année,. En 1996, le magazine Computer Gaming World l’inclut dans son classement des 150 meilleurs jeux de tous les temps.